# Oware

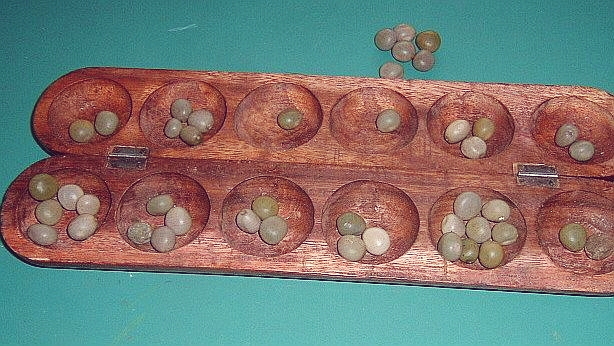
Owarebrett aus Osese-Holz (Holarrhena floribunda) mit Samen der Molukkenbohne (Caesalpinia bonduc)

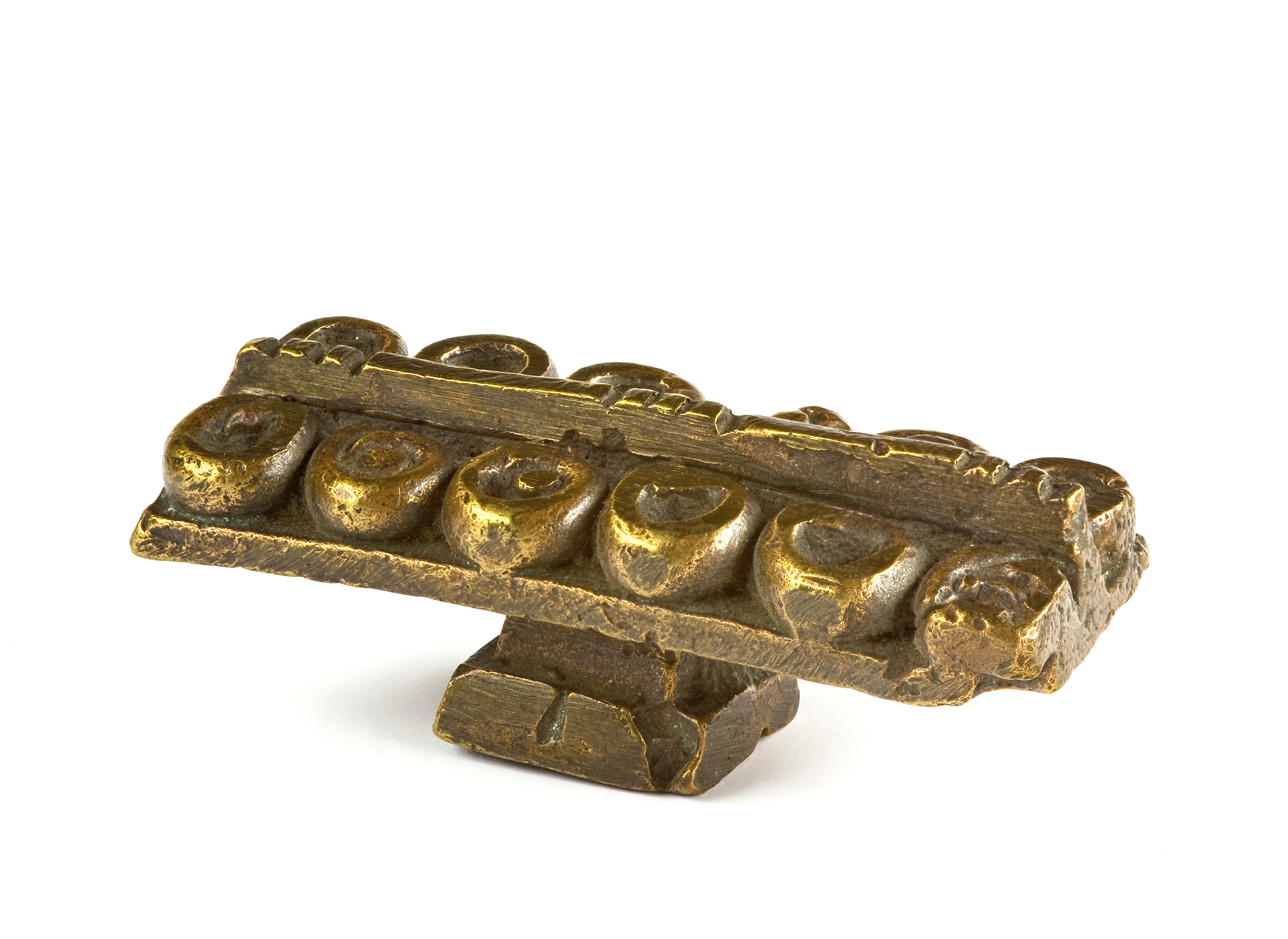
Akan-Gewicht zum Wiegen von Goldstaub – Awele/Awari-Spiel

Oware ist ein abstraktes Strategiespiel der Mancala-Familie, das in Westafrika und auf manchen karibischen Inseln gespielt wird. Oware ist das Nationalspiel in Ghana.

## Spielregeln

### Beginn
Das Spielbrett besteht aus zwei mal sechs Mulden. In jeder Mulde liegen am Anfang des Spiels vier Spielsteine. Jedem Spieler gehören die sechs Mulden auf seiner Brettseite. Zwei Gewinnmulden, zu Beginn leer, sind optional.
Die Spieler ziehen abwechselnd, und es besteht Zugpflicht. Der Spieler am Zug darf die Steine in seinen Mulden zählen, dazu darf er sie auch in die Hand nehmen. Er braucht die Zahl dem Gegner nicht mitzuteilen.

### Säen
Der Spieler am Zug wählt eine seiner Mulden, die nicht leer ist, entnimmt ihr alle Steine und gibt in jede nachfolgende Mulde einen davon, gegen den Uhrzeigersinn um das Brett herum. Am rechten Ende der eigenen Reihe angekommen, geht es von rechts nach links auf der Reihe des Gegners weiter, dann wieder links auf der eigenen Reihe beginnend. Gewinnmulden, falls vorhanden, werden dabei übersprungen. Die Mulde, aus der die Steine entnommen wurden, wird ebenfalls übersprungen.

### Fangen
Wenn der letzte ausgesäte Stein in eine Mulde auf der gegnerischen Seite fällt und in dieser Mulde nun zwei oder drei Steine liegen, dann werden diese Steine vom ziehenden Spieler entnommen und in seine Gewinnmulde gelegt (oder neben das Brett, wenn es keine Gewinnmulden gibt). Dann wird die Mulde davor, in die der vorletzte Stein gefallen ist, ebenfalls betrachtet. Liegen auch hier zwei oder drei Steine, gehen sie ebenfalls an den Ziehenden. Das geht so weiter, bis man zu einer Mulde mit weniger als zwei oder mehr als drei Steinen kommt oder zu einer Mulde auf der eigenen Seite. Diese und alle weiteren werden nicht geleert.
Würden dabei alle Steine in den gegnerischen Mulden gefangen, nennt man das „Grand Slam“. Ein Zug, der zu dieser Situation führt, ist bei der Abapa-Variante (den Standardturnierregeln) erlaubt, es wird dann aber nichts gefangen; die gegnerischen Mulden werden nicht geleert.

### Füttern
Wenn alle gegnerischen Mulden leer sind, muss man einen Zug machen, der dem Gegner mindestens einen Stein gibt, so dass er anschließend einen Zug machen kann. Ist dies nicht möglich, endet das Spiel.

### Ende
Kann der Spieler am Zug nicht ziehen, endet das Spiel. Das Spiel endet auch, wenn ein Spieler mehr als 24 Steine gefangen hat und damit mehr als die Hälfte der im Spiel befindlichen, da der Gegner dann nicht mehr aufholen kann. Wenn die Spieler sich darauf einigen, dass ein Endloszyklus entstanden ist, endet das Spiel ebenfalls; es wird dann zu einem Zeitpunkt beendet, da beide Spieler auf ihrer Seite mindestens einen Stein haben.
Nach Spielende nimmt jeder Spieler die Steine aus seinen Mulden zu seinen Gefangenen hinzu. Gewonnen hat dann der Spieler mit den meisten gefangenen Steinen. Haben beide 24 Steine, endet das Spiel unentschieden.

## Verwandte Spiele
Nah verwandte Spiele mit sehr ähnlichen Regeln sind:
- Ayo (Yoruba, Nigeria)
- Awalé (Elfenbeinküste)
- Awélé (Ga, Ghana)
- Baule (Elfenbeinküste)
- Adji (Ewe, Togo)
- Ti (Mende, Sierra Leone)
- Ouril (Kapverdische Inseln)
- Awari (Küstenregion Guayanas und Surinams)
- Ware (Burkina Faso)
- Warri (Karibik)
- Kékélé (Lingala, Demokratische Republik Kongo)
- Kalaha ist eine moderne Mancala-Variante von William Julius Champion.